# Донна де Варона
Донна де Варона (англ. Donna de Varona, 26 квітня 1947) — американська плавчиня.
Олімпійська чемпіонка 1964 року, учасниця 1960 року.
Переможниця Панамериканських ігор 1963 року.